# دهستان بندان
دهستان بندان یکی از دهستان‌های بخش مرکزی شهرستان نهبندان در استان خراسان جنوبی ایران است.

## جمعیت
این دهستان براساس سرشماری مرکز آمار ایران در سال ۱۳۹۵، جمعیت آن ۴،۳۷۲ نفر بوده‌است.